# Лиссабонский университет
Лиссабонский университет (порт. Universidade de Lisboa [univɨɾsi'dad(ɨ) dɨ liʒ'boɐ], лат. Universitas Olisiponensis) — крупнейший университет Португалии.
Академический рейтинг университетов мира (также известный как Шанхайский рейтинг) в 2017 году назвал Лиссабонский университет лучшим в стране. В мировом масштабе международные рейтинги университетов (в том числе такие, как Мировой рейтинг университетов THE и Мировой рейтинг университетов QS) ставят университет в число первых 500, а в некоторых областях — первых 300.
Входит в различные международные университетские объединения, такие как Ассоциация университетов Европы и ряд других.

## История
История университета в Лиссабоне берёт начало в 1290 году, когда король Диниш I своим указом «Magna Charta Priveligiorum» основал образовательное учреждение Studium Generale (порт. Estudo Geral). В 1537 году, однако, оно было переведено в Коимбру и ныне известно как Коимбрский университет.
Современный Лиссабонский университет был образован в 1911 году, после падения монархии. В 2011 году началась его реорганизация, завершившаяся 25 июля 2013 года, когда правительственным указом №266-E/2012 к нему был присоединен основанный в 1930 году Технический университет Лиссабона (порт. Universidade Técnica de Lisboa).
С 1992 года в состав университета входит Лиссабонская астрономическая обсерватория.
Среди ученых, преподававших в университете, в первую очередь достоин упоминания лауреат Нобелевской премии по медицине 1949 года Антониу Эгаш Мониш, занимавший кафедру профессора неврологии с момента открытия университета в 1911 году до выхода на пенсию в ранге декана медицинского факультета в 1944 году.

## Факультеты и институты
- Архитектурный факультет
- Факультет изобразительного искусства
- Факультет естественных наук
- Юридический факультет
- Фармацевтический факультет
- Филологический факультет Архивная копия от 5 июля 2014 на Wayback Machine
- Медицинский факультет
- Стоматологический факультет
- Ветеринарный факультет
- Факультет человеческой моторики
- Факультет психологии
- Социологический институт
- Педагогический институт
- Институт географии и землеустройства
- Институт агрономии
- Институт социальных и политических наук
- Институт экономики и управления
- Институт техники

## Галерея

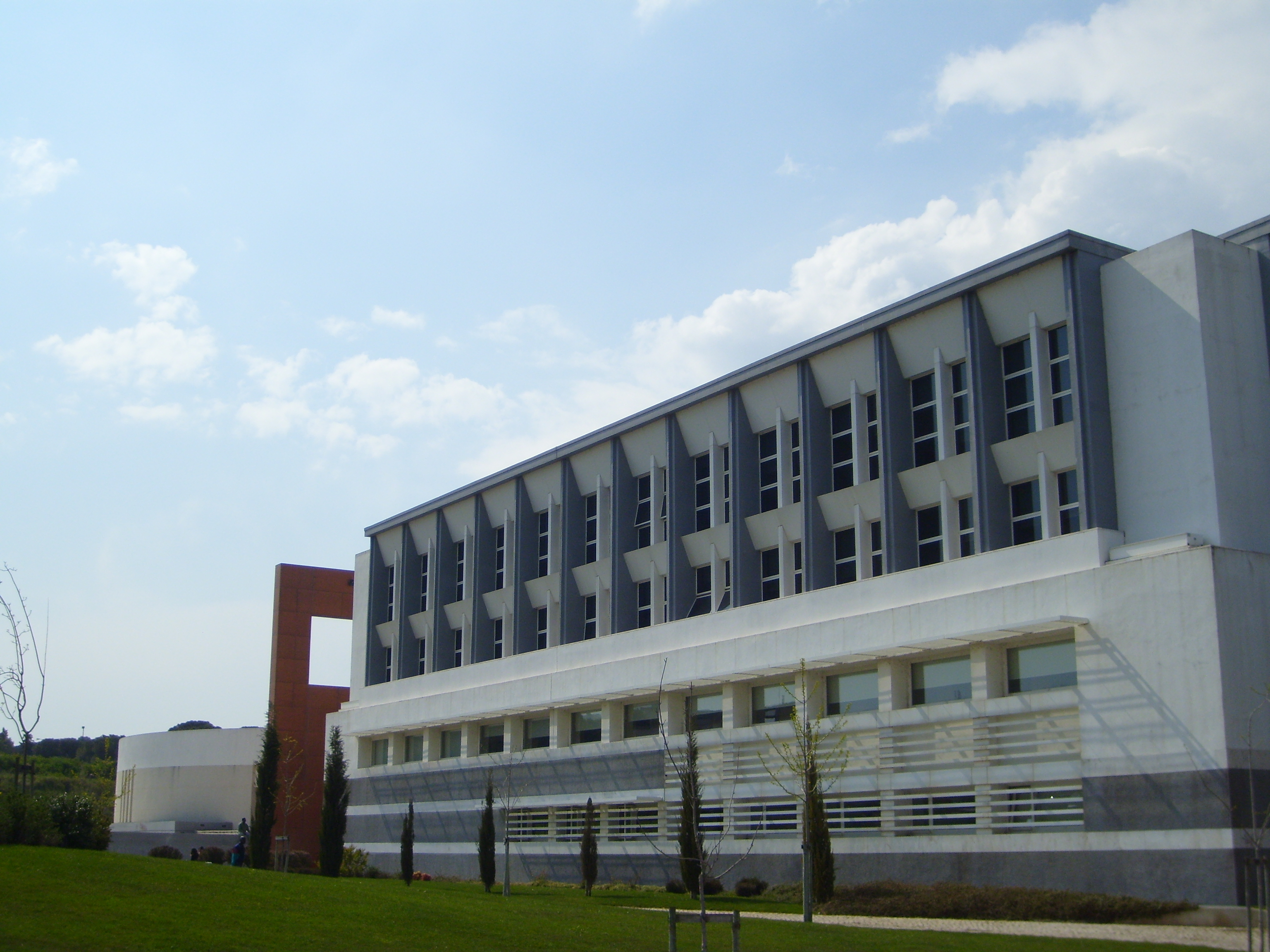
Юридический факультет
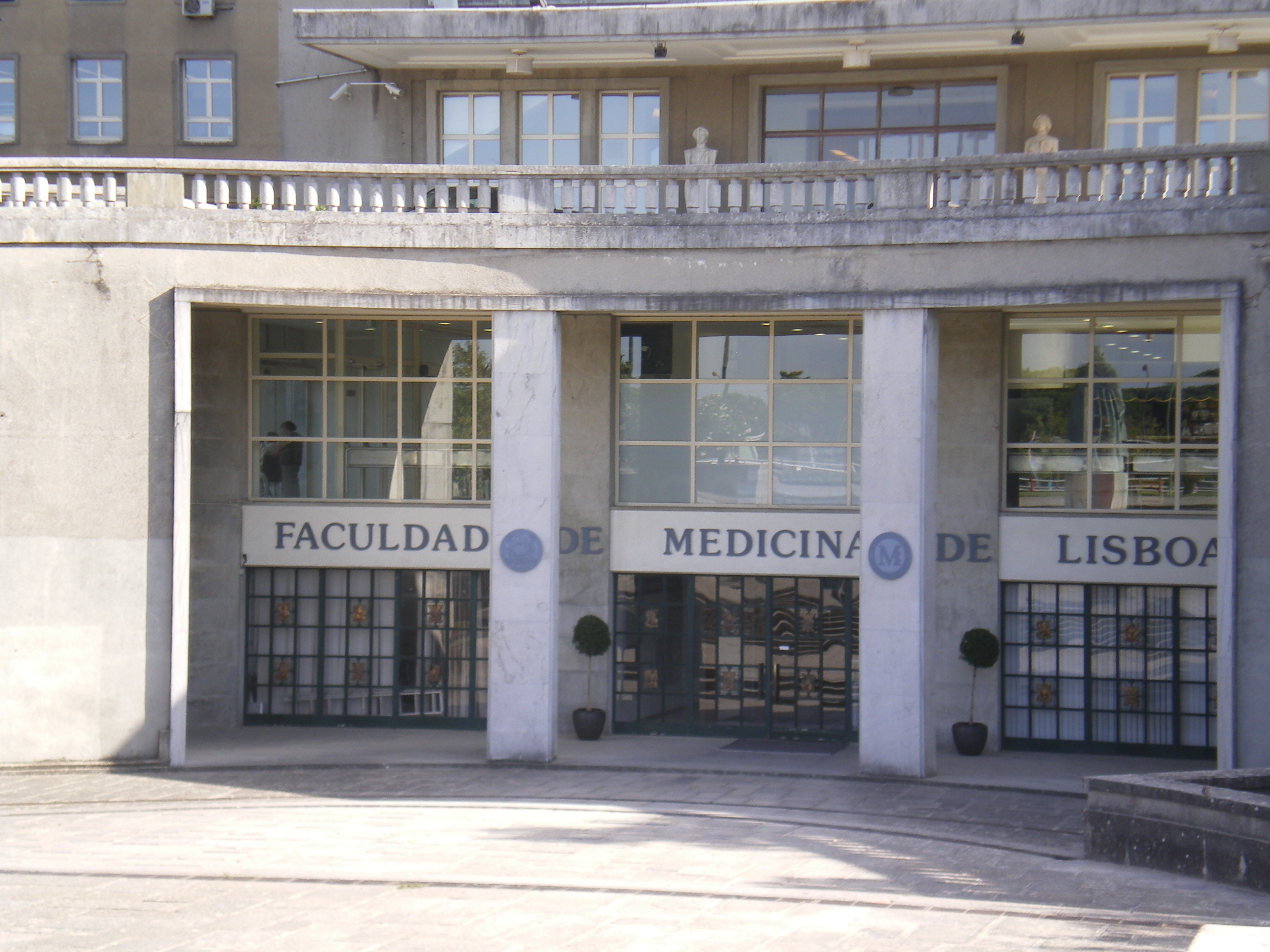
Медицинский факультет
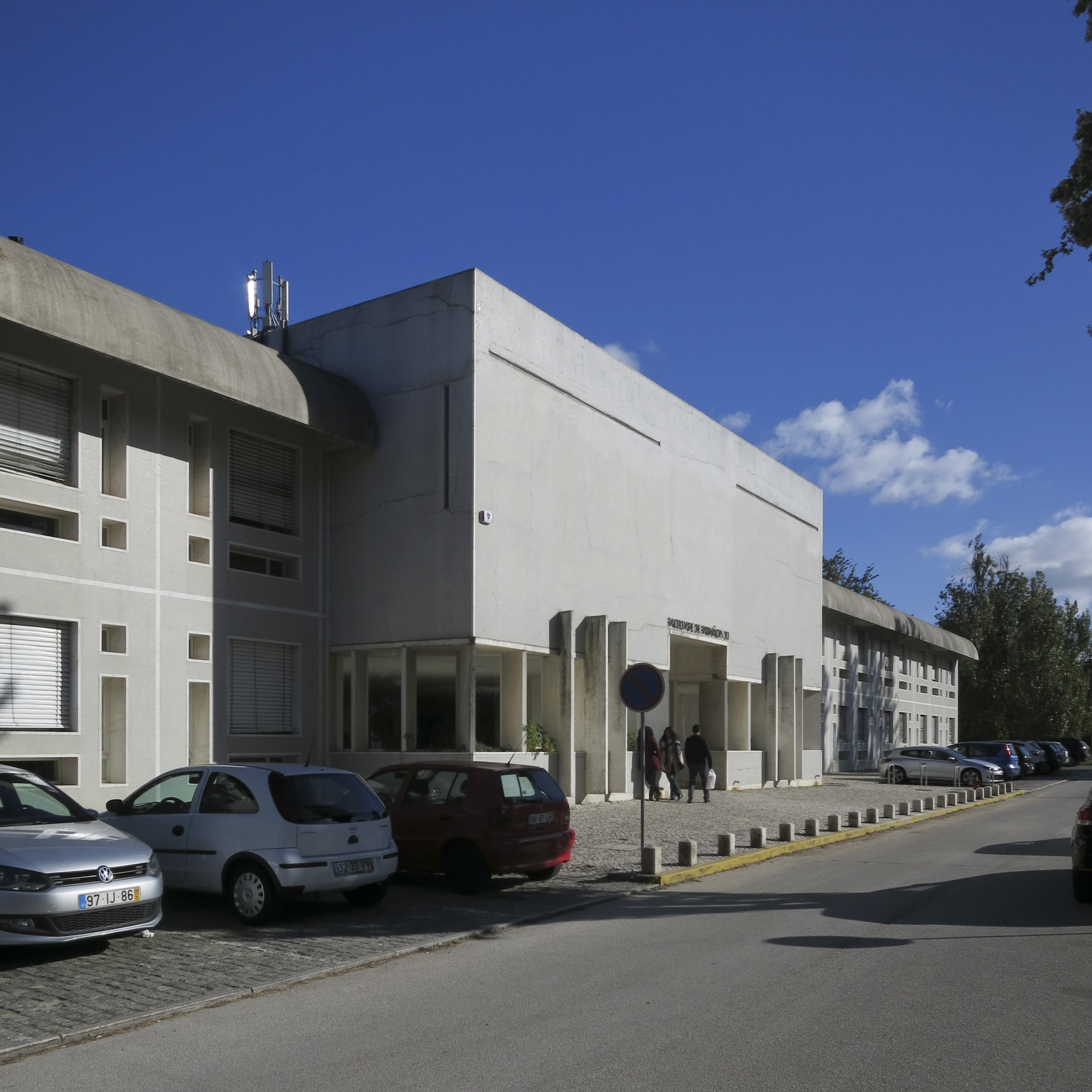
Фармацевтический факультет
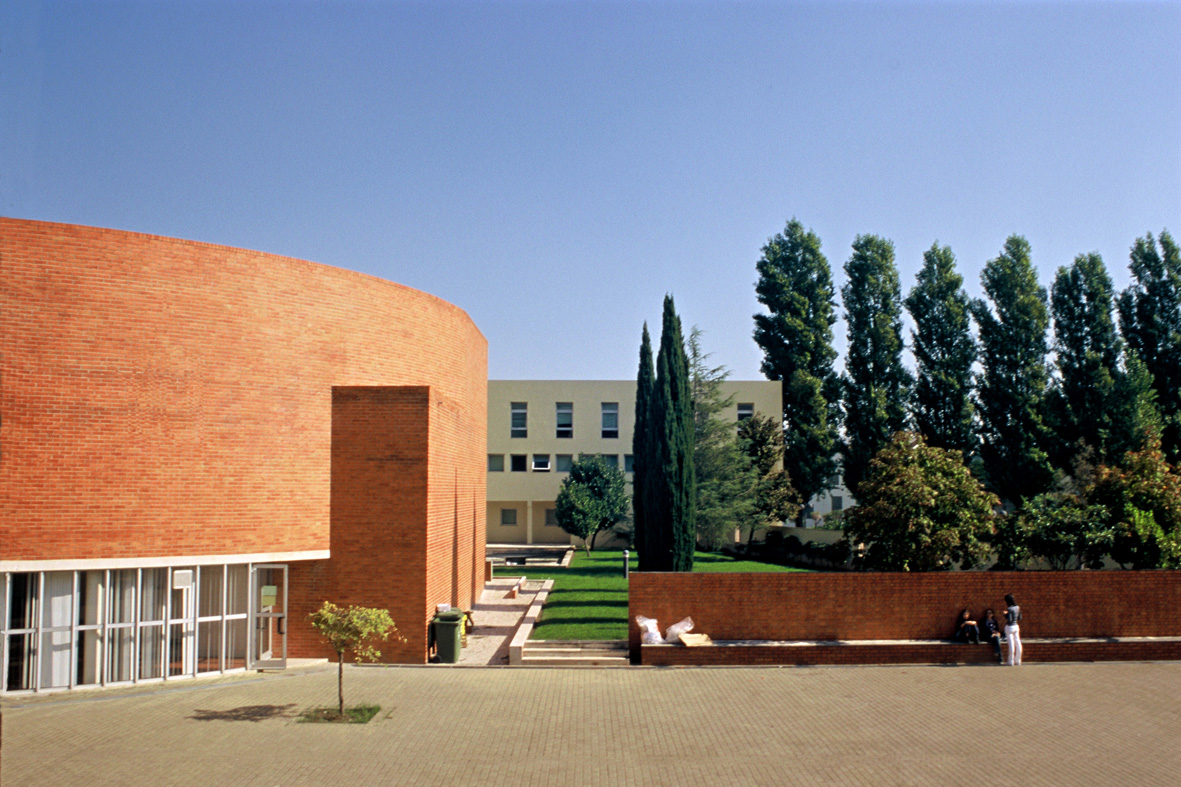
Факультет психологии
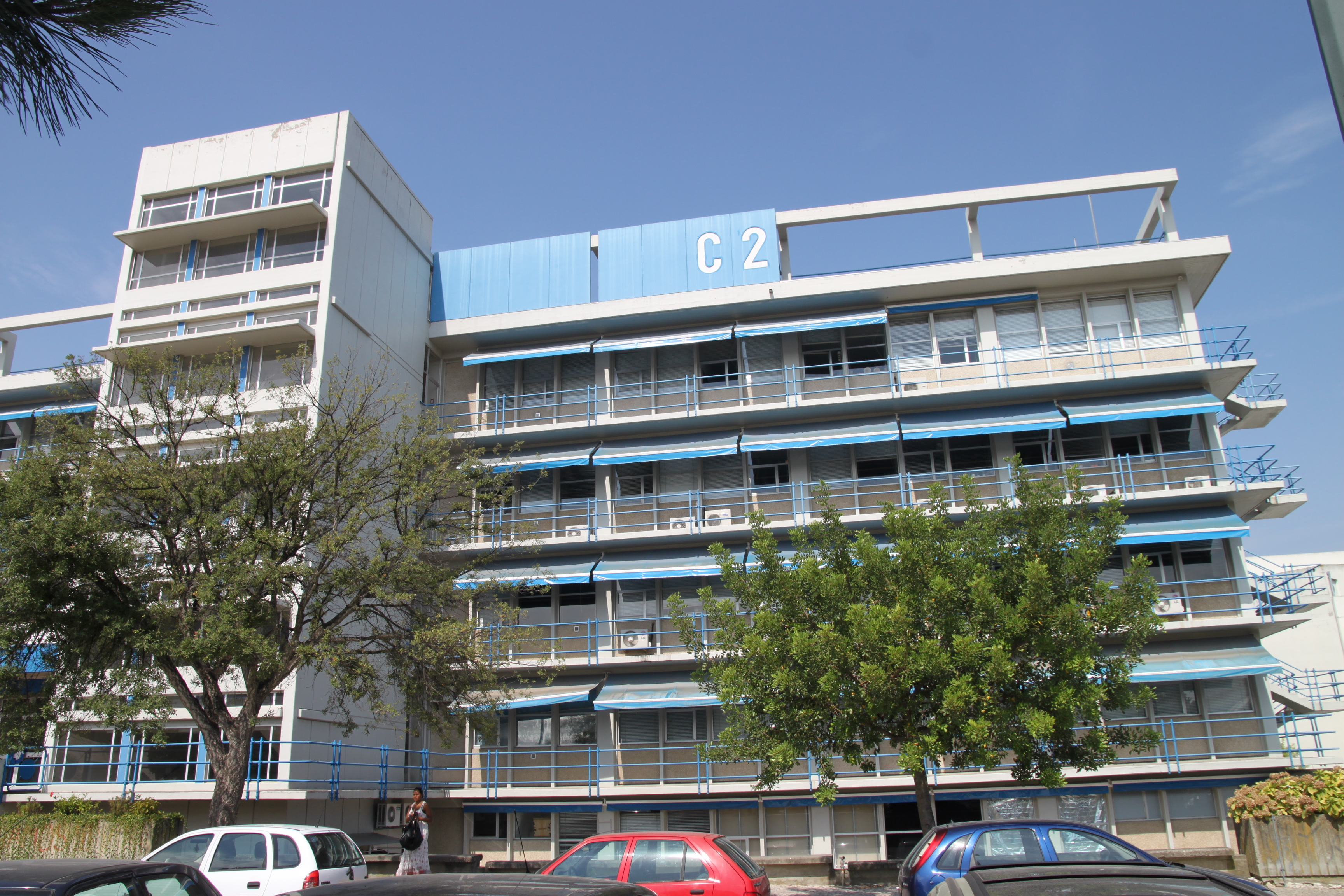
Факультет естественных наук
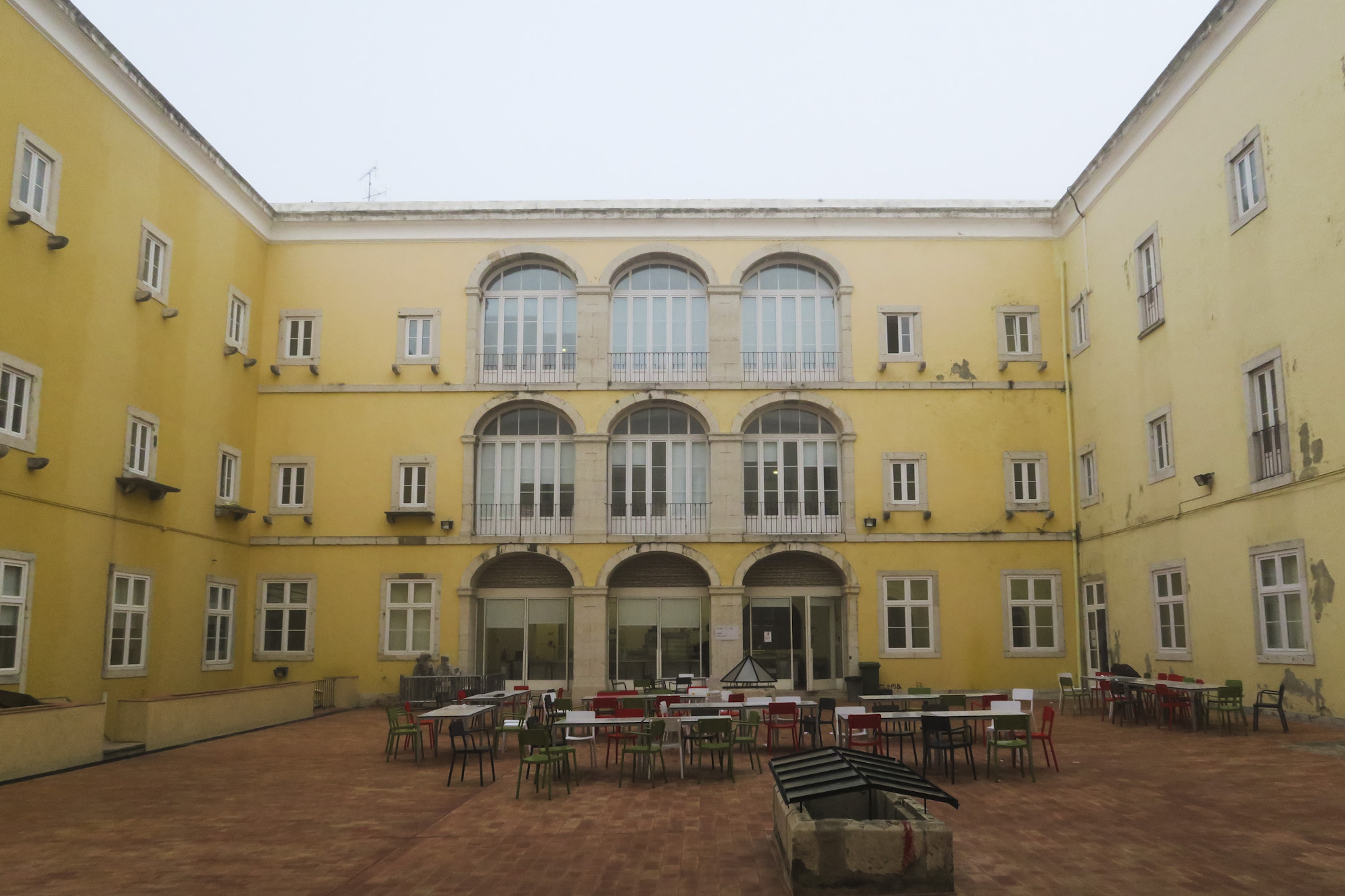
Факультет изобразительного искусства
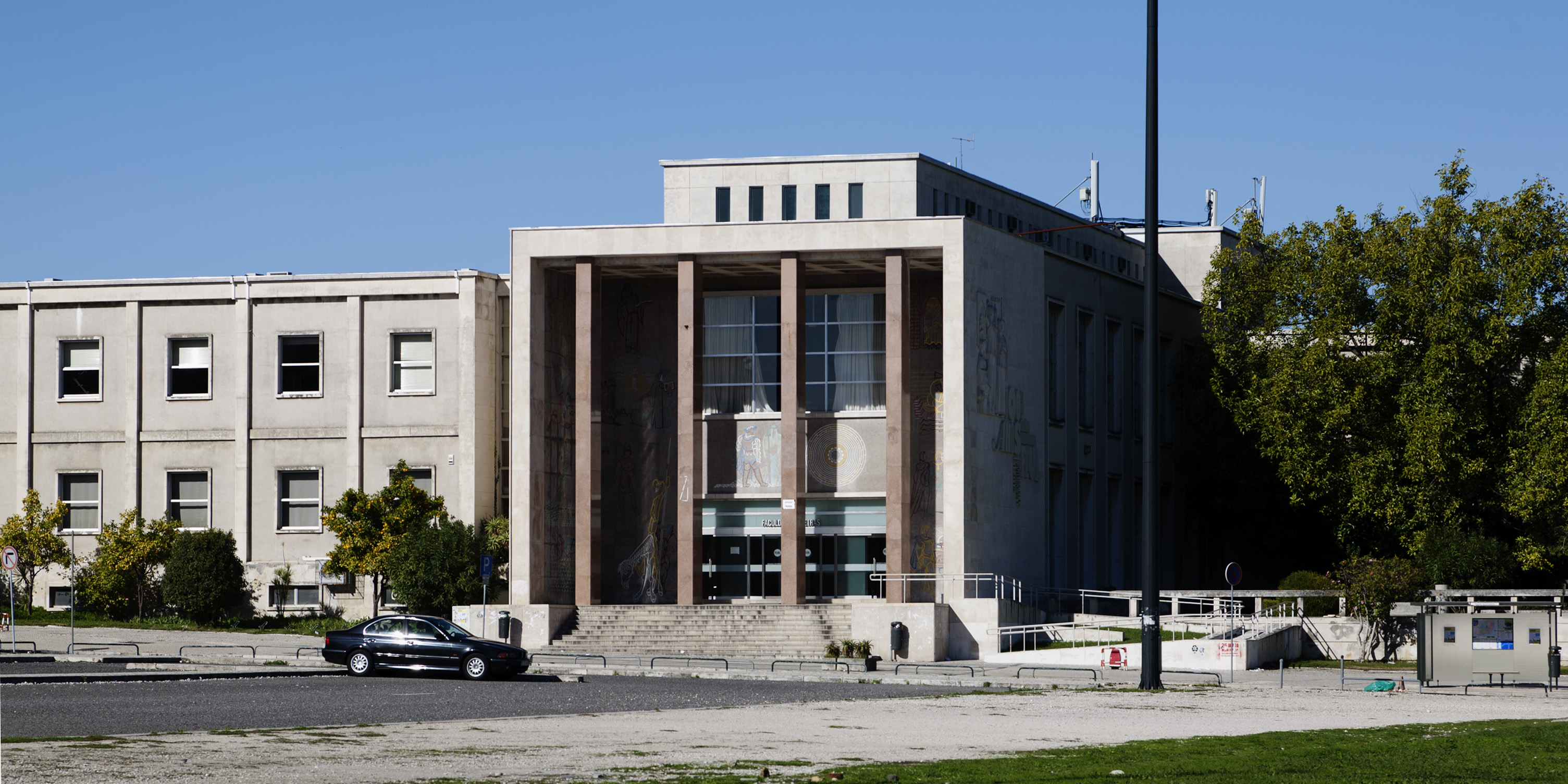
Литературный факультет

## Известные выпускники
В числе выпускников университета немало видных политических деятелей, глав государств, правительств и международных организаций:
- Фрейташ ду Амарал, Диогу — председатель Генеральной Ассамблеи ООН с 1995 по 1996.
- Баррозу, Жозе Мануэл — председатель Европейской комиссии с 2004 по 2014.
- Гутерреш, Антониу — генеральный секретарь ООН с 2017.
- Суареш, Мариу — президент Португалии с 1986 по 1996.
- Сампайю, Жорже — президент Португалии с 1996 по 2006.
- Каваку Силва, Анибал — президент Португалии с 2006 по 2016.
- Ребелу ди Соза, Марселу — президент Португалии с 2016.
- Нето, Антонио Агостиньо — президент Анголы с 1975 по 1979.
- Пиреш, Педру — президент Кабо-Верде с 2001 по 2011.
- Фонсека, Жорже Карлуш — президент Кабо-Верде с 2011.